# Gelumbang (Gelumbang)
Gelumbang is een bestuurslaag in het regentschap Muara Enim van de provincie Zuid-Sumatra, Indonesië. Gelumbang telt 6226 inwoners (volkstelling 2010).